# Línea Union Pacific/Northwest
La  Línea Union Pacific/Northwest (en inglés: Union Pacific/Northwest Line) es una línea del Tren de Cercanías Metra. La línea opera entre las estaciones Harvard y Ogilvie Transportation Center.